# Stylidium perpusillum
Stylidium perpusillum är en tvåhjärtbladig växtart som beskrevs av Joseph Dalton Hooker. Stylidium perpusillum ingår i släktet Stylidium och familjen Stylidiaceae. Inga underarter finns listade i Catalogue of Life.